# Naxidia glaphyra
Naxidia glaphyra är en fjärilsart som beskrevs av Eugen Wehrli 1931. Naxidia glaphyra ingår i släktet Naxidia och familjen mätare. Inga underarter finns listade i Catalogue of Life.